# Tymofiy Mylovanov
Tymofiy Mylovanov (in ucraino Тимофій Сергійович Милованов?; Kiev, 18 marzo 1975) è un politico ed economista ucraino, Ministro dello sviluppo economico e del commercio dal 29 agosto 2019 al 4 marzo 2020 nel governo di Oleksiy Honcharuk; successivamente è stato nominato presidente della Kyiv School of Economics.